# Thringstone

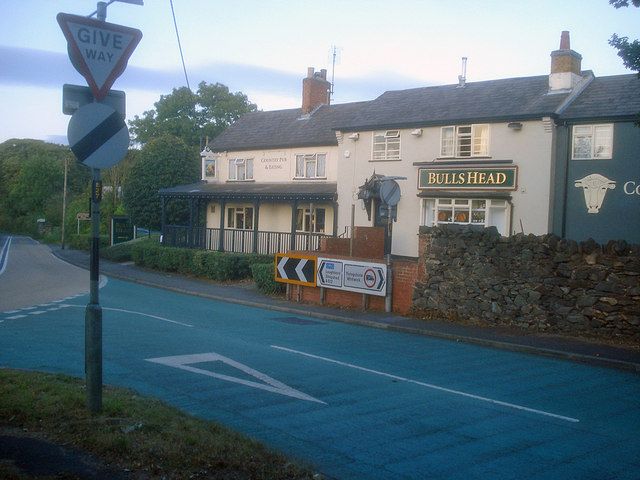
Un des pubs de Thringstone, le Bulls Head

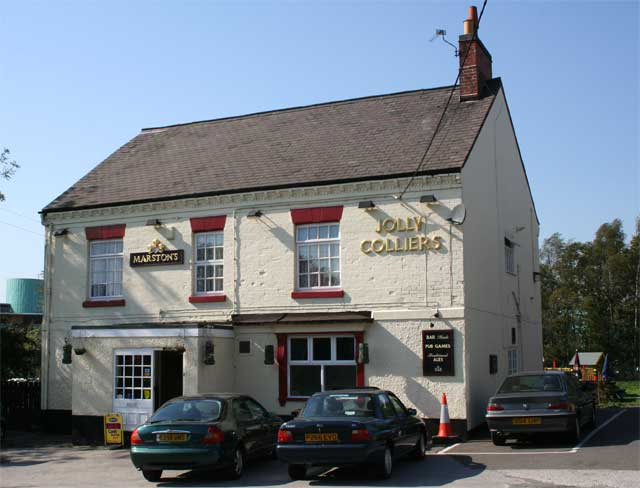
Un des pubs de Thringstone, le Jolly Colliers

Thringstone est un village du nord-ouest du Leicestershire en Angleterre, situé à 4,8 kilomètres au nord de Coalville et à 185 kilomètres au nord de Londres. Il se trouve à l'intérieur de l'English National Forest, dans une ancienne région minière.
Jusqu'en 1875, Thringstone était un township dépendant de l'ancienne paroisse de Whitwick. Le township de Thringstone, formé à partir d'une portion de territoire féodal née pendant la période anglo-saxonne, comprenait le village de Thringstone (appelé alors South Thringstone) et les hameaux de Peggs Green et Rotten Row dans une aire appelée alors North Thringstone. Thringstone est devenu une paroisse civile indépendante et autonome en 1875, mais celle-ci a été dissoute en 1936 ; certaines parties de la paroisse civile ont été transférées à d'autres paroisses avoisinantes et le reste a été intégré au district urbain de Coalville. Thringstone n'a plus de conseil paroissial. Sa population s'élevait à 4 367 habitants en 2001.

## Patrimoine
- Saint Andrew's Parish Church, église anglicane construite en 1862
- Grace Dieu Priory, prieuré en ruines datant du XIIIe siècle[2]
- Grace Dieu Manor, manoir du XIXe siècle en style Tudor[3], abritant aujourd'hui la Grace Dieu Manor School

## Sport
Thringstone dispose de deux clubs de football, le Thringstone Miners Welfare et les Thringstone Rangers.